# Vaste waterstof
Vaste waterstof is de vaste aggregatietoestand van waterstof. Deze wordt bereikt door de waterstof af te koelen tot onder het smeltpunt bij 14,01 K (−259,14 °C, bij atmosferische druk). De Schotse fysicus en chemicus James Dewar was in 1899 de eerste die deze temperatuur bereikte en vaste waterstof bereidde; hij publiceerde zijn vondst in het Franse wetenschappelijke tijdschrift Annales de chimie et de physique (ser. 7, vol. 18, oktober 1899) onder de titel 'Sur la solidification de l'hydrogène'. Het jaar daarvoor had Dewar als eerste vloeibare waterstof gemaakt.
Bij zeer hoge druk gaat waterstof waarschijnlijk over in een toestand met de eigenschappen van een metaal. Men spreekt dan van metallische waterstof, die zowel vast (kristallijn) als vloeibaar kan zijn, afhankelijk van de temperatuur en de druk.